# Crotalaria pallida
Crotalaria pallida är en ärtväxtart som beskrevs av William Aiton. Crotalaria pallida ingår i släktet sunnhampor, och familjen ärtväxter.

## Underarter
Arten delas in i följande underarter:
- C. p. obovata
- C. p. pallida

## Bildgalleri

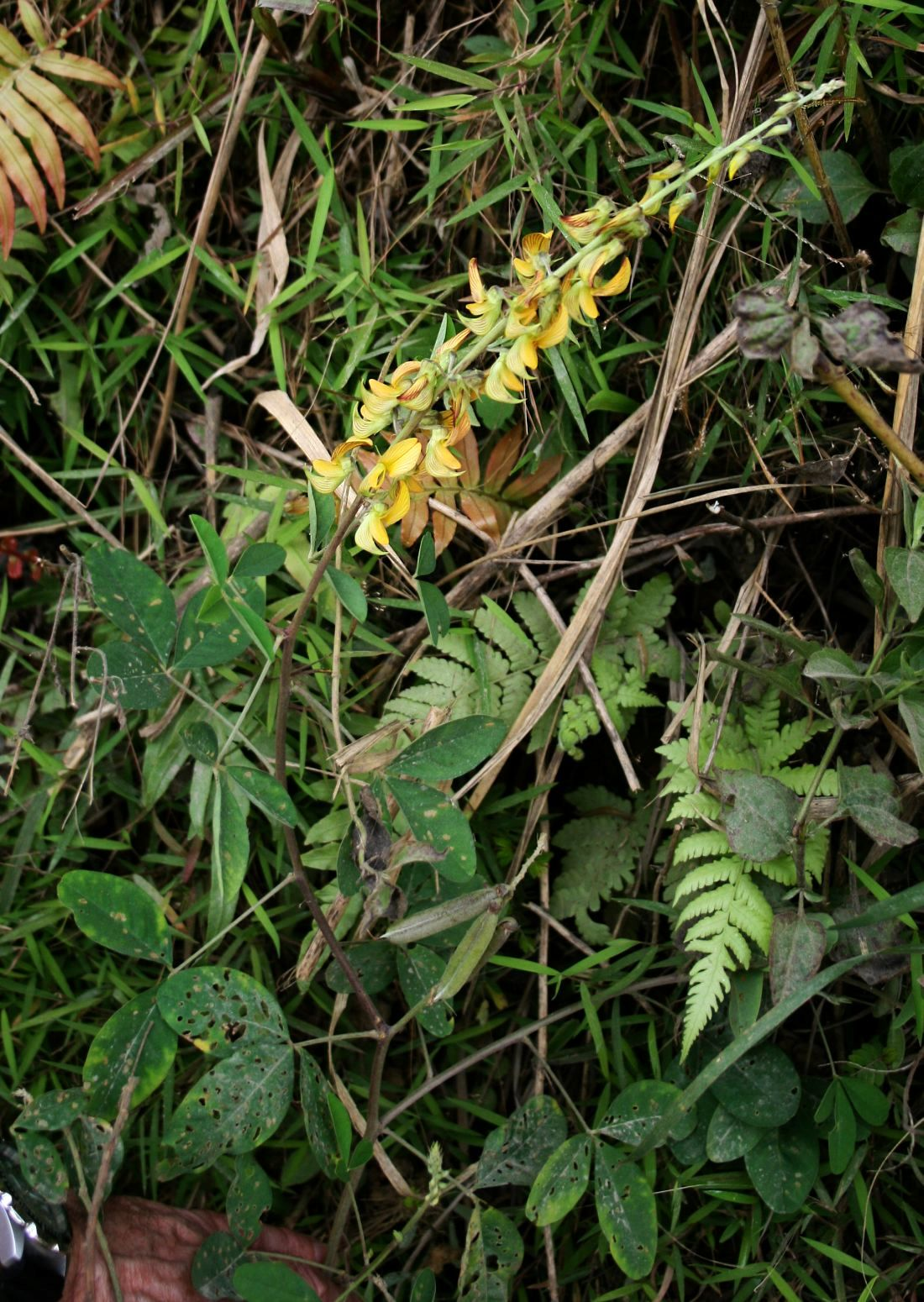
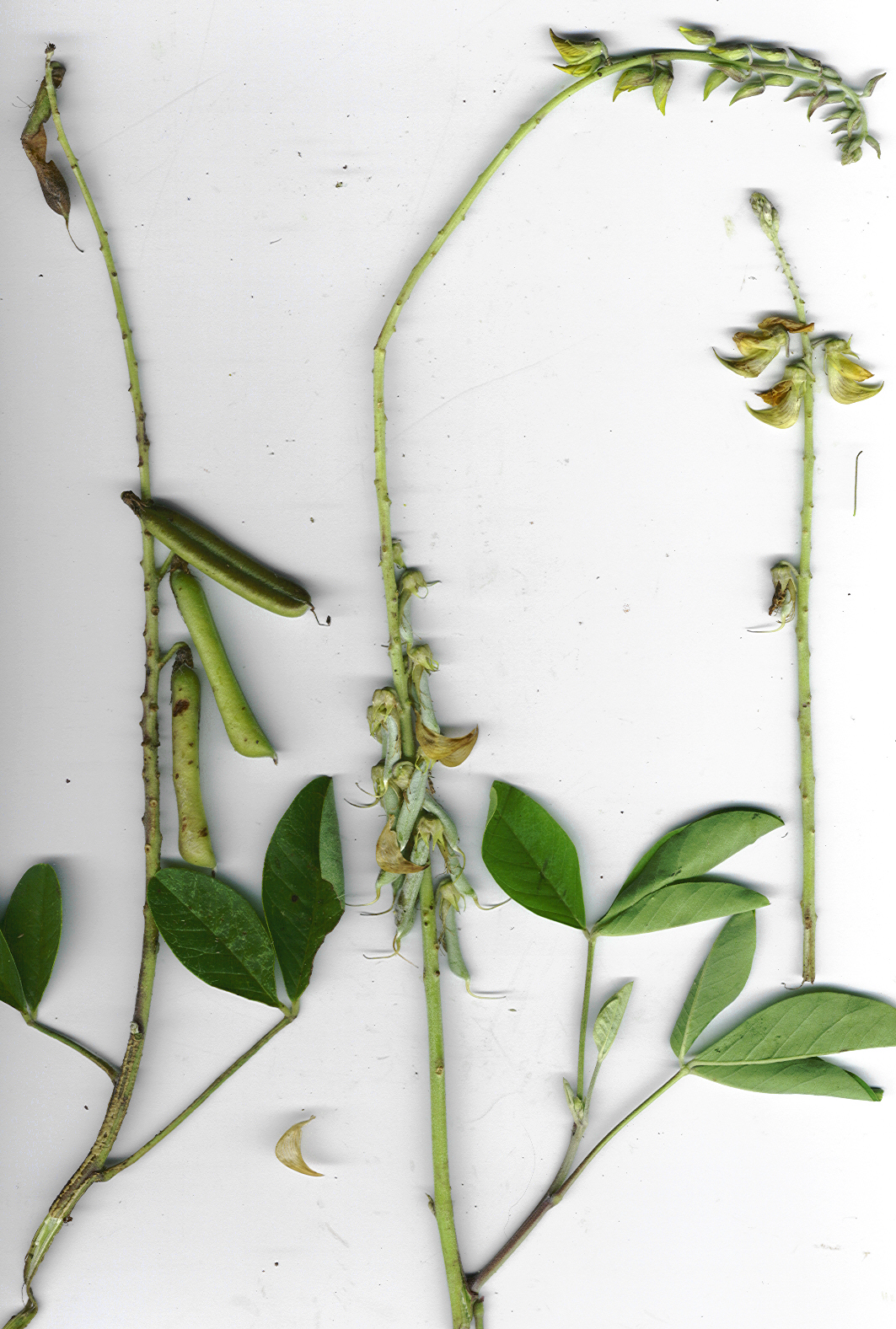
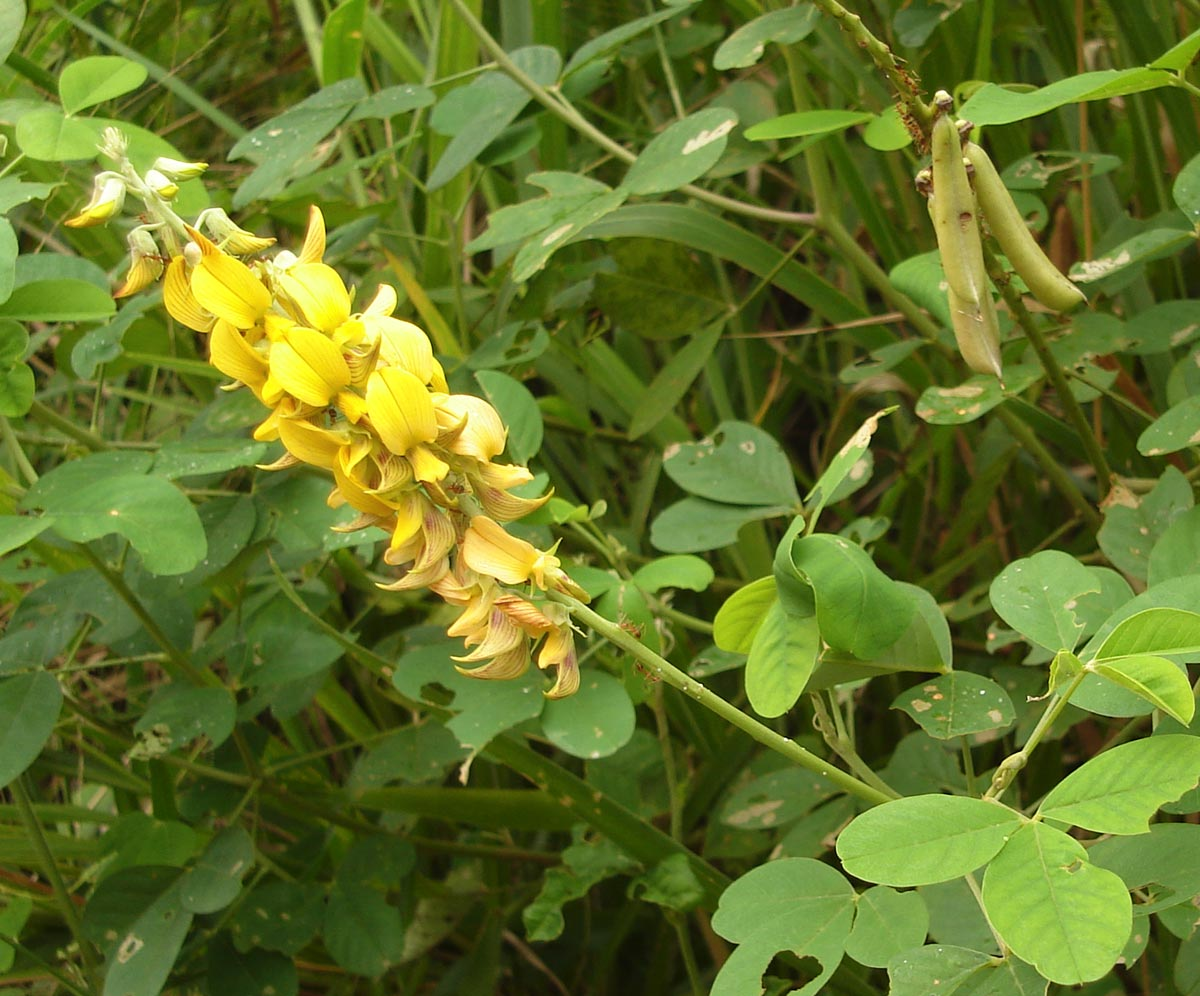
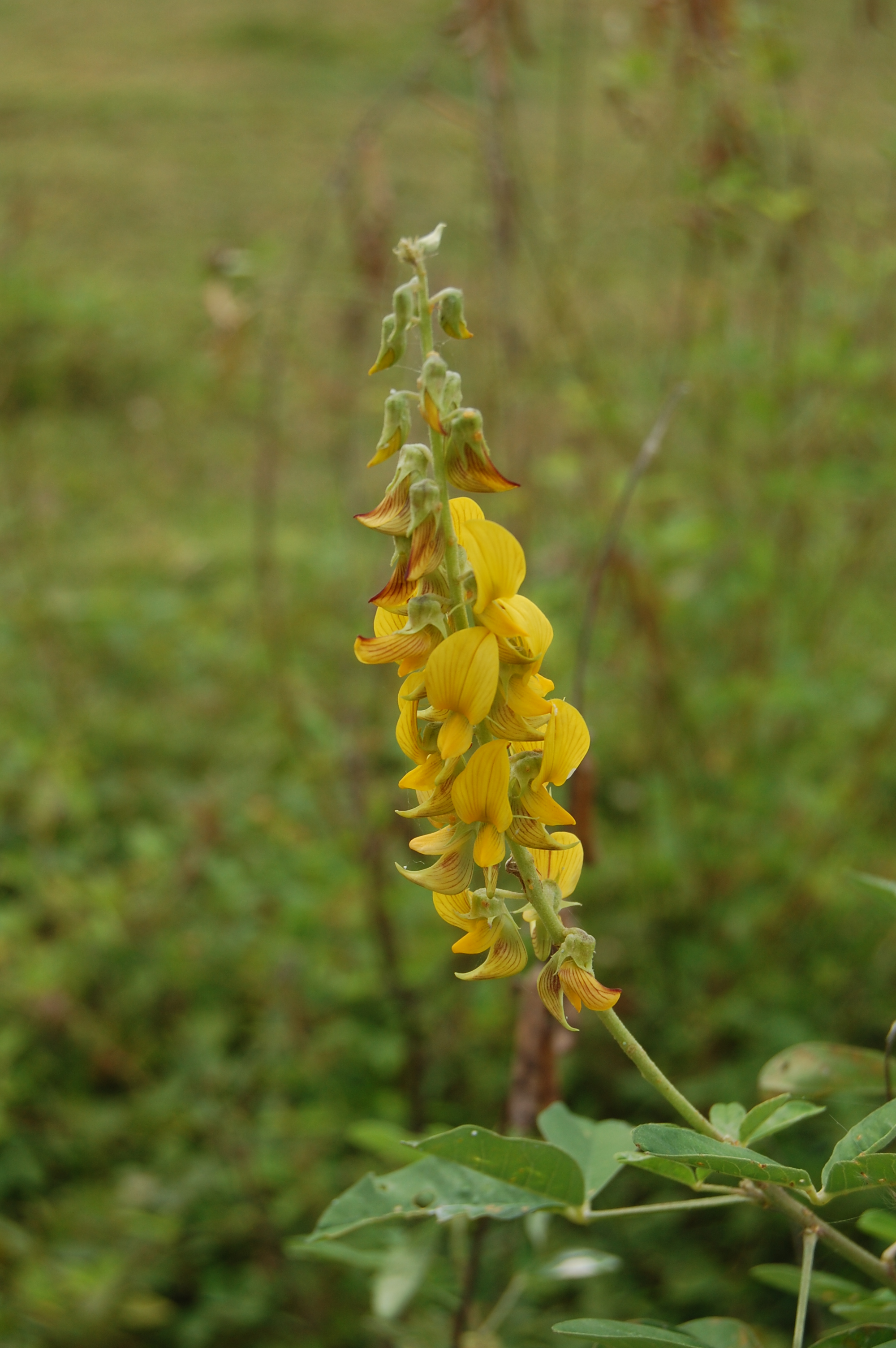
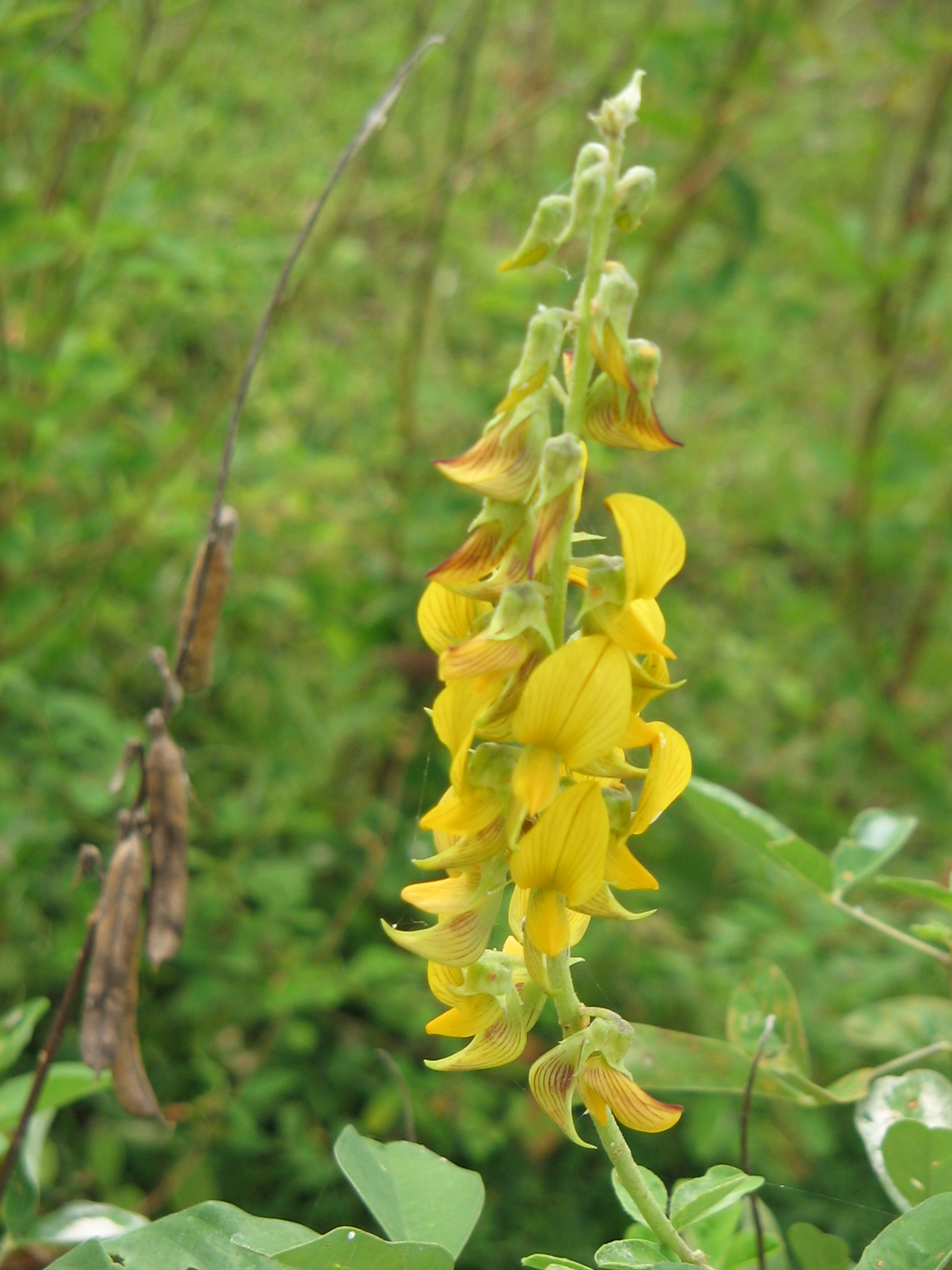